# Bobos hjärta
Bobos hjärta är en skulptur av Katarina Norling, som finns utanför biblioteket på Sveriges Lantbruksuniversitet i Alnarp.
Konstverket invigdes 1996 och är gjuten i remaljerad aluminium. Namnet har anknytning till journalisten Bobo Karlsson.
Skulpturen beställdes av Statens konstråd som en del av ombyggnaden av en ladugård på Alnarp till bland annat bibliotek. Verket var till en början kontroversiellt, men accepterades så småningom och användes under en period av SLU som logotyp på dess webbplats.
En 28 centimeter lång maquette i cellplast, akryl och plast finns på Skissernas museum i Lund.